# Perstorp gymnasium
Perstorp Gymnasium är en friskola som ligger i Perstorps kommun. Skolan har en industriteknisk naturvetenskaplig linje med internationell profil. Skolan har även ett El och energiprogram med inriktningen automation. El och energiprogrammet startade 2016. Huvudmannen för skolan är Perstorp AB som startade skolan 1996. På skolan går det ca 90 elever med 30 elever i varje klass.
Perstorp Gymnasium erbjuder ett industritekniskt program med inriktning av kemiteknik. Programmet ger full NV-behörighet.
Man läser 2250 obligatoriska poäng, med möjlighet för 1400 valbara poäng. Elever har inrikes praktik i 2:a årsklass och utrikes praktik i 3:e årsklass.